# ジョージ・ハワード (第6代カーライル伯爵)
第6代カーライル伯爵ジョージ・ハワード（英語: George Howard, 6th Earl of Carlisle, KG, PC, FRS、1773年9月17日 - 1848年10月7日）は、イギリスの政治家、貴族。
19世紀前期のホイッグ党政権（あるいはホイッグ党参加政権）で閣僚職を務めた。爵位を継承する1825年までモーペス子爵の儀礼称号を使用した。

## 経歴
1773年9月17日、第5代カーライル伯爵フレデリック・ハワードとその妻マーガレット（初代スタッフォード侯爵グランヴィル・ルーソン＝ゴアの娘）の間の長男としてロンドンに生まれる。
イートン校を経てオックスフォード大学クライスト・チャーチへ進学。
1795年1月にモーペス選挙区の補欠選挙でホイッグ党所属の庶民院議員に当選（1806年までここから当選し、1806年から1820年までカンバーランド選挙区から選出される）。1797年にはチャールズ・ジェームズ・フォックスが提出した大逆罪と扇動罪の廃止を求める動議に反対した。1799年にはアイルランドとの統合に賛成する演説を行っている。
1806年2月には枢密顧問官（PC）に列するとともに、インド行政に関するコミッショナーとなるが、1807年に第3代ポートランド公爵ウィリアム・キャヴェンディッシュ＝ベンティンク内閣が成立すると辞職した。
1824年11月にはヨークシャーの東リディング総督に就任。
1825年9月4日に父の死去によりカーライル伯爵位を継承し、貴族院に議席を得た。
1827年5月にはジョージ・カニング内閣の木材森林長官に就任した。ついで同年7月に王璽尚書に転任。初代ゴドリッチ子爵フレデリック・ロビンソン（後のリポン伯爵）内閣でも留任し、1828年1月に同内閣が瓦解するまで務めた。
1830年11月に第2代グレイ伯爵チャールズ・グレイ内閣が成立すると無任所大臣として入閣。1834年6月に王璽尚書の初代リポン伯爵フレデリック・ロビンソンがグレイ伯爵内閣を離脱したのに伴い代わって王璽尚書に就任したが、翌月の同内閣の瓦解を機に政界引退した。
1837年3月17日にガーター騎士団ナイト（KG）に叙せられた。1848年10月7日にヨークシャーの邸宅ハワード城で死去した。

## 栄典

### 爵位
- 1825年9月4日、第6代カーライル伯爵（1661年創設イングランド貴族爵位）[1]
- 1825年9月4日、第6代モーペスのハワード子爵（1661年創設イングランド貴族爵位）[1]
- 1825年9月4日、第6代ギルスランドのデイカー男爵（英語版）（1661年イングランド貴族爵位）[1]

### 勲章
- 1837年3月17日、ガーター勲章ナイト（KG）[2][5]

### 名誉職その他
- 1795年2月26日：王立協会フェロー（FRS）[1]
- 1806年2月6日：枢密顧問官（PC）[1][6]
- 1824年-1840年：ヨークシャーの東リディング総督（英語版）[1]

## 家族
1801年に第5代デヴォンシャー公爵ウィリアム・キャヴェンディッシュの娘ジョージアナと結婚。彼女との間に以下の12子を儲けた。
1. ジョージ・ハワード(1802–1864)：第7代カーライル伯爵
2. キャロライン・ジョージアナ(1803–1881)：ウィリアム・ラスセルズ（英語版）と結婚。
3. ジョージアナ(1804–1860)：初代ドーヴァー男爵ジョージ・エージャー＝エリス（英語版）と結婚。
4. フレデリック・ジョージ(1805–1834)
5. ハリエット・エリザベス・ジョージアナ（英語版） (1806–1868)：第2代サザーランド公爵ジョージ・サザーランド＝ルーソン＝ゴアと結婚。
6. ウィリアム・ジョージ（英語版） (1808–1889)：第8代カーライル伯爵
7. エドワード・グレンヴィル・ジョージ（英語版）(1809–1880)：初代レナートン男爵
8. ブランチェ・ジョージアナ(1812–1840) 第7代デヴォンシャー公爵ウィリアム・キャヴェンディッシュ（英語版） と結婚。
9. チャールズ・ウェントワース・ジョージ（英語版） (1814–1879)：初代ウェンズリーデール男爵ジェイムズ・パーカー（英語版）の娘メアリーと結婚し、彼女との間に第9代カーライル伯爵ジョージ・ハワード（英語版）を儲ける。
10. エリザベス・ドロシー・アン(1816–1891) 第2代グレイ伯爵チャールズ・グレイの息子フランシス・リチャードと結婚
11. ヘンリー・ジョージ (1818–1879)
12. メアリー・マチルダ・ジョージアナ(1823–1892)：初代トーントン男爵ヘンリー・ラボシェールと結婚。